# Skarbnik Szkocji
Skarbnik (ang. The Treasurer), jeden z najważniejszych urzędów w dawnej Szkocji. Powstał na początku XV w., kiedy przejął finansowe prerogatywny szambelana. Od 1466 r. odpowiadał za finanse dworu królewskiego. W latach 1667–1682 i 1686–1708 urząd ten był sprawowany kolegialnie. Został zniesiony w 1708 r. po unii angielsko-szkockiej.

## Lista Skarbników Szkocji
- 1420–????: Walter Ogilvie of Lintrethan
- ????–????: Thomas de Myrton
- 1430–1439: Patrick de Ogilvie
- 1439–????: Walter de Haliburton
- ?????–1440: Robert Livingston
- 1440–1449: Walter de Haliburton, 1. lord Haliburton of Dirleton
- 1449–1455: Andrew Hunter
- 1455–1466: James Stewart
- 1466–1473: William Knowlys
- 1473–1480: John Laing
- 1480–????: Archibald Crawford
- ?????–1490: John Ramsay of Balmaine
- 1490–1499: Henry Arnot
- 1499–1507: Robert Lundin of Balgony
- 1507–1509: David Beaton of Creich
- 1509–????: George Hepburn
- ?????–1512: Andrew Stewart
- 1512–1516: James Hepburn
- 1516–1517: Walter Ogilvie of Strathearn
- 1517–1520: John Campbell of Lundy
- 1520–1528: Archibald Douglas of Kilspindie
- 1528–1529: Robert Cairncross
- 1529–1530: Robert Barton of Over Barton
- 1530–1537: William Stewart
- 1537–1546: Robert Cairncross
- 1546–1548: John Hamilton
- 1548–1555: James Kirkaldie of Grange
- 1555–1561: Gilbert Kennedy, 3. hrabia Cassilis
- 1561–1564: Robert Richardson
- 1564–1572: William Stewart
- 1572–1584: William Ruthven, 1. hrabia Gowrie
- 1584–1585: John Graham, 3. hrabia Montrose
- 1585–1595: Thomas Lyon of Auld Bar
- 1595–1599: Walter Stewart, 1. lord Blantyre
- 1599–1601: Alexander Elphinstone, 4. lord Elphinstone
- 1601–1613: George Hume, 1. hrabia Dunbar
- 1613–1616: Robert Carr, 1. hrabia Somerset
- 1616–1630: John Erskine, 2. hrabia Mar
- 1630–1636: William Douglas, 7. hrabia Morton
- 1636–1641: John Stewart, 1. hrabia Traquair
- 1641–1644: urząd kolegialny
  - John Campbell, 1. hrabia Loudoun
  - Archibald Campbell, 1. markiz Argyll
  - William Cunningham, 8. hrabia Glencairn
  - John Lindsay, 17. hrabia Crawford
  - sir James Carmichael
- 1644–1649: John Lindsay, 17. hrabia Crawford
- 1660–1661: urząd kolegialny
  - John Lindsay, 17. hrabia Crawford
  - John Leslie, 7. hrabia Rothes
- 1661–1667: John Leslie, 7. hrabia Rothes
- 1667–1682: urząd kolegialny
  - John Leslie, 7. hrabia Rothes
  - John Maitland, 2. hrabia Lauderdale
  - John Hay, 2. hrabia Tweeddale
  - Alexander Bruce, 2. hrabia Kincardine
  - John Cochrane, lord Cochrane
  - sir Robert Murray
  - inni
- 1682–1686: William Douglas, 1. książę Queensberry
- 1686–1708: urząd kolegialny